# 迈克尔·墨菲号驱逐舰
迈克尔·墨菲号（USS Michael Murphy (DDG-112)是第62艘阿利·伯克級驅逐艦。她以荣誉勋章获得者迈克尔·墨菲(Michael P. Murphy)的名字命名。她的合同于2002年9月13日颁发给巴斯钢铁厂，由阿利·伯克号的第一任指挥官约翰·摩根海军上将进行首次切割钢材。DDG-112于2008年5月7日被海军部长唐纳德·C·温特命名为迈克尔·墨菲号，她的龙骨于2010年6月18日奠定。这艘船于2011年5月7日，墨菲的生日，由她的赞助商莫琳·墨菲，迈克尔·墨菲的母亲命名。

## 船舶历史

### 2010年

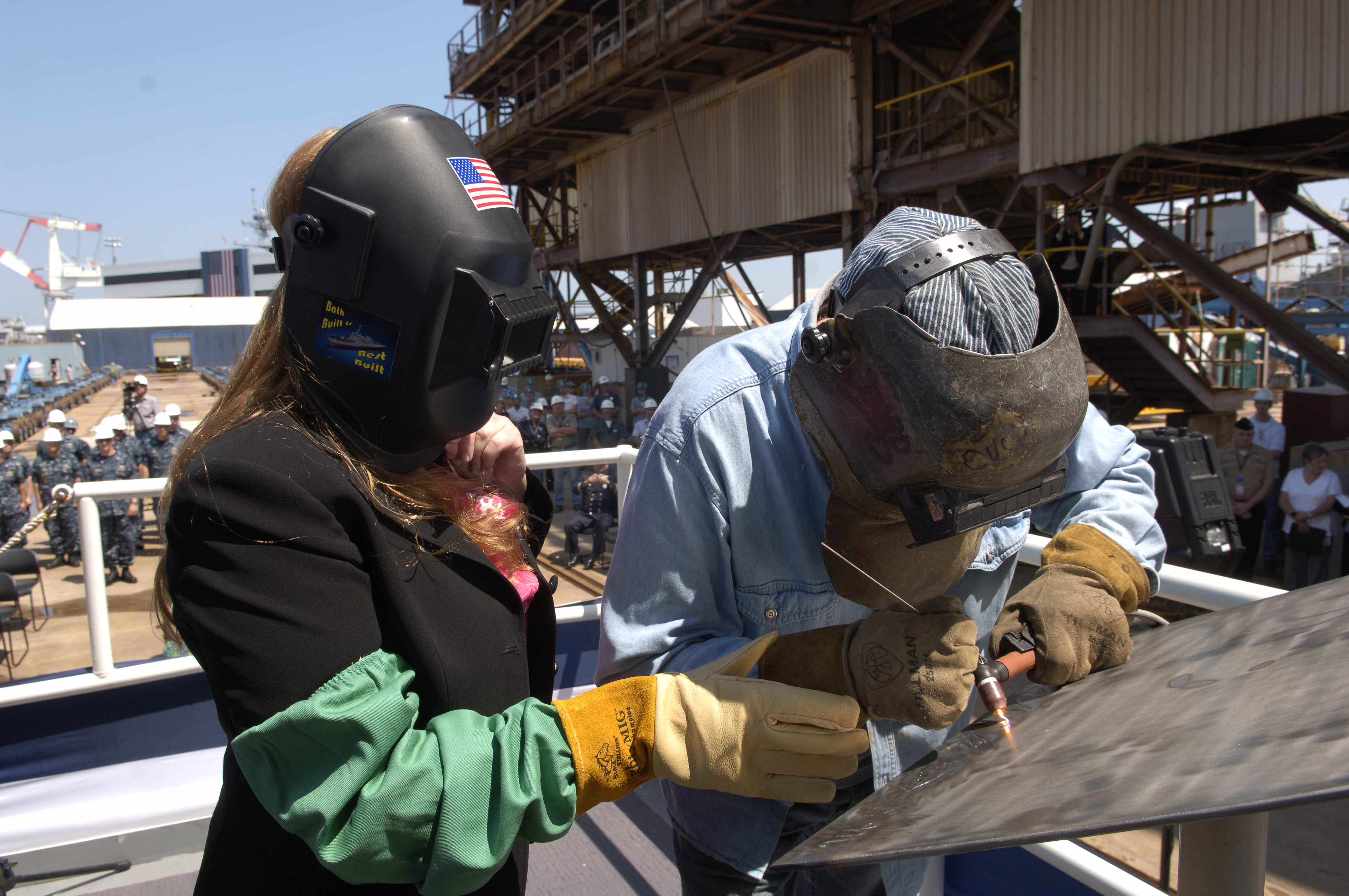
莫琳·墨菲和埃德温·巴德在奉献仪式上将迈克尔·墨菲的家人签名在铁板上。

2010年6月18日，莫琳·墨菲和埃德温·巴德在迈克尔·墨菲号的献礼仪式上将墨菲家族的签名铭刻在铁板上。在施工期间，这块板将会被被固定在船体上。墨菲于2005年6月在阿富汗红翼行动期间因他的英勇无畏行为而被追授荣誉勋章。他是自越战以来第一位获颁荣誉勋章的海军士兵。 

### 2011年
2011年5月7日下水后，驱逐舰被移至干船坞数月，以完成施工。

### 2012年
2012年10月1日，驱逐舰抵达纽约进行交付，交付于10月6日进行。
2012年10月16日， 迈克尔·墨菲号抵达巴巴多斯 ，开启了她的第一个国际停靠港。在拉里·L·帕尔默 大使的带领下，数十名水手在巴巴多斯Boscobelle小学和伊利沙伯医院进入社区帮助孩子们。11月21日，迈克尔·墨菲号抵达珍珠港海军基地的港口,该港口是珍珠港-希卡姆联合基地的一部分。

### 2013年
2013年2月15日,迈克尔·墨菲号举行了她的第一次家庭日游。2013年5月23日，迈克尔·墨菲号在珍珠港-希卡姆联合基地举行了第一次指挥仪式。

### 2014年
2014年2月4日，迈克尔·墨菲号参加了陆军、海军、空军和海军陆战队的航空部队参加联合训练演习Koa Kai。参与单位进行综合飞行作战，反水面和反潜训练。2月28日，加拿大皇家海軍舰艇保护者号在珍珠港东北部340海里（630）遭遇大火，船舶搁浅，没有电力，照明或水。迈克尔·墨菲号已经开始工作，他立即被派去协助牵引和恢复工作。迈克尔·墨菲号救援了来自保护者号的17名船员家属和两名民用承包商；然而，由于恶劣的天气条件下,迈克尔·墨菲号企图把她拖走均告失败。两天后巡洋舰长津湖号抵达，连接并拖着受损的船，直到大索断裂。舰队海洋拖船苏城号于3月2日抵达并承担拖车任务，于3月6日将保护者号送回珍珠港海军基地 。
2014年7月7日，迈克尔墨菲号离开珍珠港-希卡姆联合基地参加太平洋沿岸地区多国演习（環太平洋軍事演習）的海上阶段。6月26日，RIMPAC 2014开始，迈克尔·墨菲号参加了所有36天，包括8月1日的闭幕式。2014年10月20日，迈克尔·墨菲号与美国第七舰队首次部署到西太平洋 。

### 2015年
2015年5月26日， 迈克尔·墨菲号被授予加拿大部队单位表彰奖，以表彰她在向加拿大海军保护者号遭遇火灾受损后提供的服务。
2017年1月， 迈克尔·墨菲号和韦恩·E·迈耶号(DDG-108)和尚普兰湖号(CG-57) ，陪同卡尔文森号航空母舰(CVN-70)部署到西太平洋。同年4月,卡尔文森号航空母舰打击群(CSG)取消了澳大利亚的定期港口访问，以应对美国和朝鲜之间因朝鲜核武器计划之间的紧张关系。